# Pseudooglejení
Pseudooglejení je půdotvorný proces podobný oglejení. Vzniká vlivem srážkové vody, která se nevsakuje hlouběji vlivem ilimerizace, tedy vytvořením nepropustné krusty ve středním profilu. Stejně jako při procesu oglejení se snižují oxidační procesy vlivem nedostatku kyslíku v půdě, dochází k hromadění organických látek. Dvojmocné železo tvoří s hliníkem a kyselinou křemičitou H2SiO4 zelené aluminosilikáty. S fosforem pak může železo tvořit modré fosfáty a se sírou šedočerný sulfid. Odtud tedy chladný nádech takto vzniklých půd do šedozelena či zelenomodra. Pseudooglejení může vytvářet i tzv. mramorování, kdy se tvoří světlé a rezivé linky ve vyschlých chodbách zvířat neb v prostorách po odumřelých kořenech vyšších rostlin. V procesu pseudooglejení mohou vznikat různé konkrece.